# HarperCollins
HarperCollins es una compañía editorial perteneciente a la News Corporation de Rupert Murdoch. HarperCollins es la combinación de las editoriales Harper & Row, una compañía americana; y William Collins, Sons and Co. Ltd., una compañía británica.
El director ejecutivo mundial de HarperCollins es Brian Murray, que sustituyó a Jane Friedman en 2008. Esta compañía publica bajo muchos sellos diferentes, y entre su catálogo está el Collins English Dictionary, que es uno de los diccionarios más reputados en idioma inglés.

## Historia

### La rama estadounidense
La editorial de los hermanos Harper fue fundada en Nueva York en 1817 como J. and J. Harper por James y John Harper, impresores de profesión. En los años 1820 se les unieron sus otros dos hermanos, Joseph W. y Fletcher, cambiando el nombre de la compañía a Harper & Brothers en 1833. Su sede en aquel entonces estaba en el 331 de Pearl Street, frente a Franklin Square, en el Bajo Manhattan, cerca del actual emplazamiento del puente de Brooklyn.
Esta editorial trabajó con las obras de Mark Twain, Emily, Charlotte y Anne Brontë, Thackeray, Charles Dickens, John F. Kennedy, Martin Luther King Jr., Maurice Sendak, Shel Silverstein, y Margaret Wise Brown, entre otros. Además, Harper & Brothers empezó a publicar la revista Harper's New Monthly Magazine en 1850. En 1857 se le unió Harper's Weekly, y en 1867 Harper's Bazar.
La compañía sufrió una grave crisis financiera en 1899, y debió ser rescatada por el financiero J. Pierpont Morgan, saliendo de las manos de la familia de los hermanos fundadores. George B. M. Harvey alcanzó la presidencia de Harper & Brothers  el 16 de noviembre de 1899.
Harper's New Monthly Magazine transformó su título en, simplemente, Harper's Magazine, que sigue siendo publicada por la Harper's Magazine Foundation. Harper's Weekly fue absorbida por The Independent de Nueva York (más tarde de Boston) en 1916, fusionándose con la revista The Outlook en 1928. Harper's Bazar fue vendida a William Randolph Hearst en 1913 y sigue siendo publicada como Bazaar por la Hearst Corporation.
La empresa se transformó en Harper & Row en 1962 tras la fusión de Harper & Brothers con Row, Peterson & Company. En 1987 Harper & Row fue adquirida por la News Corporation.

### La rama británica

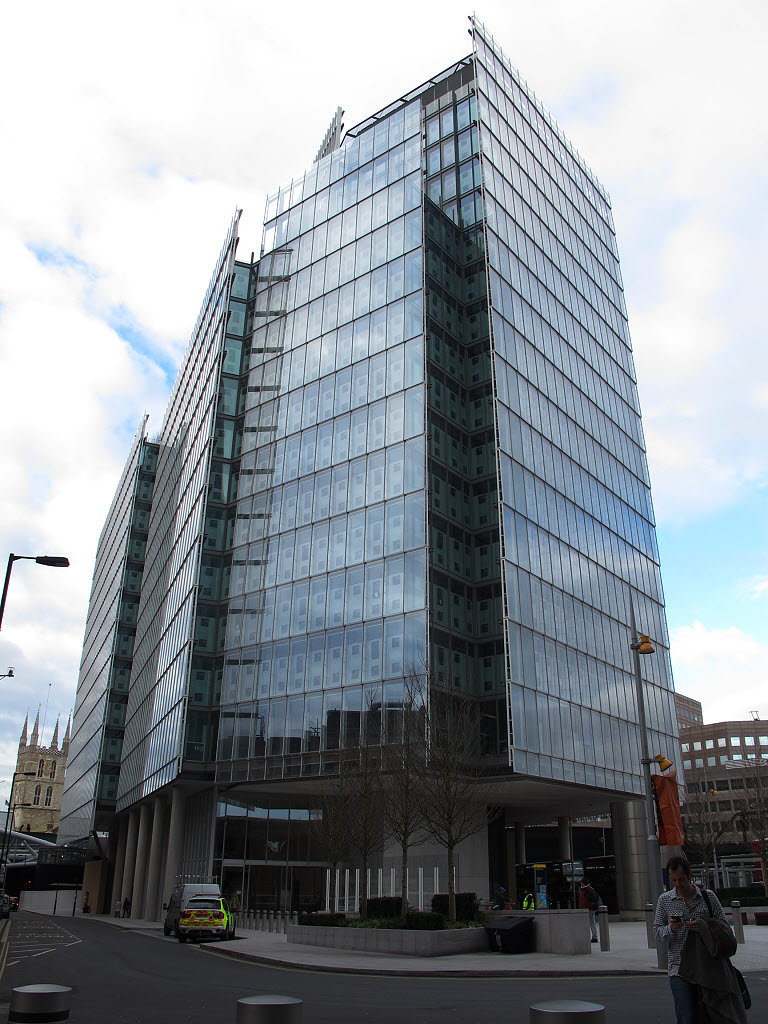
The News Building, sede británica de HarperCollins en Londres.

Collins era una empresa de impresión escocesa fundada por William Collins, un maestro de escuela presbiteriano, en Glasgow en 1819, en compañía de Charles Chalmers, el hermano menor de Thomas Chalmers, ministro de Tron Church, en Glasgow. La empresa tuvo que superar muchos obstáculos iniciales, y Charles Chalmers dejó el negocio en 1825. La compañía encontró finalmente el éxito
en 1841 imprimiendo Biblias, y en 1848 el hijo de Collins, Sir William Collins desarrolló la firma en el campo editorial, especializándola en libros religiosos y educativos. La empresa fue renombrada como William Collins, Sons and Co. Ltd. en 1868.
Aunque la primera especialidad de la compañía fueron los temas religiosos y educativos, Collins publicó pronto con mayor diversidad. En 1917, con Sir Godfrey Collins al cargo, la firma empezó a publicar ficción como, por ejemplo, todas las novelas de Agatha Christie, salvo las seis primeras. Hasta la compra de los derechos sobre los trabajos de C. S. Lewis, se estableció que Fount fuese la imprenta de Collins para temas religiosos.
Collins acabó convirtiéndose en una editorial diversa y prolífica, con un amplio rango de títulos, incluso los dirigidos a una audiencia juvenil. A finales de los años 1970, William Collins, Sons and Co. Ltd. era responsable de la publicación en el Reino Unido de las largas series estadounidenses para niños de los Hardy Boys y de Nancy Drew. Al principio fueron publicadas en una colección en tamaño digest y tapa dura, al estilo original estadounidense; sin embargo, pronto la imprenta de Collins Armada Books cambió a una edición en rústica y tamaño normal, y con una numeración diferente a la original. Esta imprenta también publicó otras colecciones similares, como la de Los tres investigadores, junto a éxitos propios del Reino Unido como Biggles, Billy Bunter o el Oso Paddington, y autores como Enid Blyton, Malcolm Saville y Diana Pullein-Thompson.
En 1989, Collins fue comprada por la News Corporation de Rupert Murdoch. Sin embargo, la marca «Collins» aún se usa como sello, fundamentalmente para libros de vida salvaje e historia natural (incluyendo la colección en curso titulada New Naturalist) y guías de campo, así como diccionarios de inglés o bilingües basados en el Bank of English, un gran corpus de textos en inglés contemporáneo.

### Desde la fusión
En 1999, la News Corporation compró el Hearst Book Group, que incluía las editoriales William Morrow & Company y Avon Books. En 2007, la compañía publicó una nueva colección de libros titulada Stranger than..., que incluye trabajos polémicos o provocativos de no ficción.
La editorial se implantó en España en otoño de 2014, como adelantó Brian Murray en una entrevista para El País. Japón, Suecia y Holanda son otros de los países donde HarperCollins tenía previsto crear filiales en 2014; y para el otoño de 2015 está prevista su expansión por el mercado germano.

## Perfil actual de la compañía
HarperCollins se ha convertido en una editorial de amplio espectro, con un catálogo especialmente fuerte en ficción literaria y comercial, libros de economía y empresa, literatura infantil, libros de cocina, misterio, románticos, religiosos y espirituales. Tiene grupos editoriales en los Estados Unidos, Canadá, el Reino Unido, Australia, Nueva Zelanda e India, además del sello de temática cristiana Zondervan, radicado también en los Estados Unidos:
| - HarperCollins General Books Group - U. S. - HarperCollins Children's Books Group - U. S. - HarperCollins U. K. - HarperCollins Canada | - HarperCollins Australia - HarperCollins India - HarperCollins Ibérica - HarperCollins New Zealand - HarperCollins Christian Publishing (HCCP) - Zondervan |

HarperCollins es la primera editorial de su tamaño en digitalizar sus contenidos y en crear un almacén digital global para proteger los derechos de sus autores, satisfacer las demandas de sus consumidores, y generar otras oportunidades de negocio. Este almacén digital, en 2009 ya contiene más de 20.000 referencias de ISBN listas para ser vendidas en cualquier parte del mundo.
El grupo editorial publica, solo en los Estados Unidos, bajo cuarenta sellos de impresión diferentes:
| - Amistad - Avon - Avon A - Avon Inspire - Avon Red - Caedmon - Collins - Harper Business - Collins Design - Collins Living - Ecco - Eos | - Harper Mass Market - Harper Paperbacks - Harper Perennial - Harper Perennial Modern Classics - HarperAudio - HarperCollins - HarperCollins e-Books - ItBooks - HarperLuxe - HarperOne - HarperStudio - Morrow Cookbooks - Rayo - William Morrow | - Amistad - Eos - Greenwillow Books - HarperCollins Children's Audio - HarperCollins Children's Books - HarperFestival - HarperEntertainment - HarperTeen - HarperTrophy - Joanna Cotler Books - Julie Andrews Collection - Katherine Tegen Books - Laura Geringer Books - Rayo |